# Dolmen del Barranc

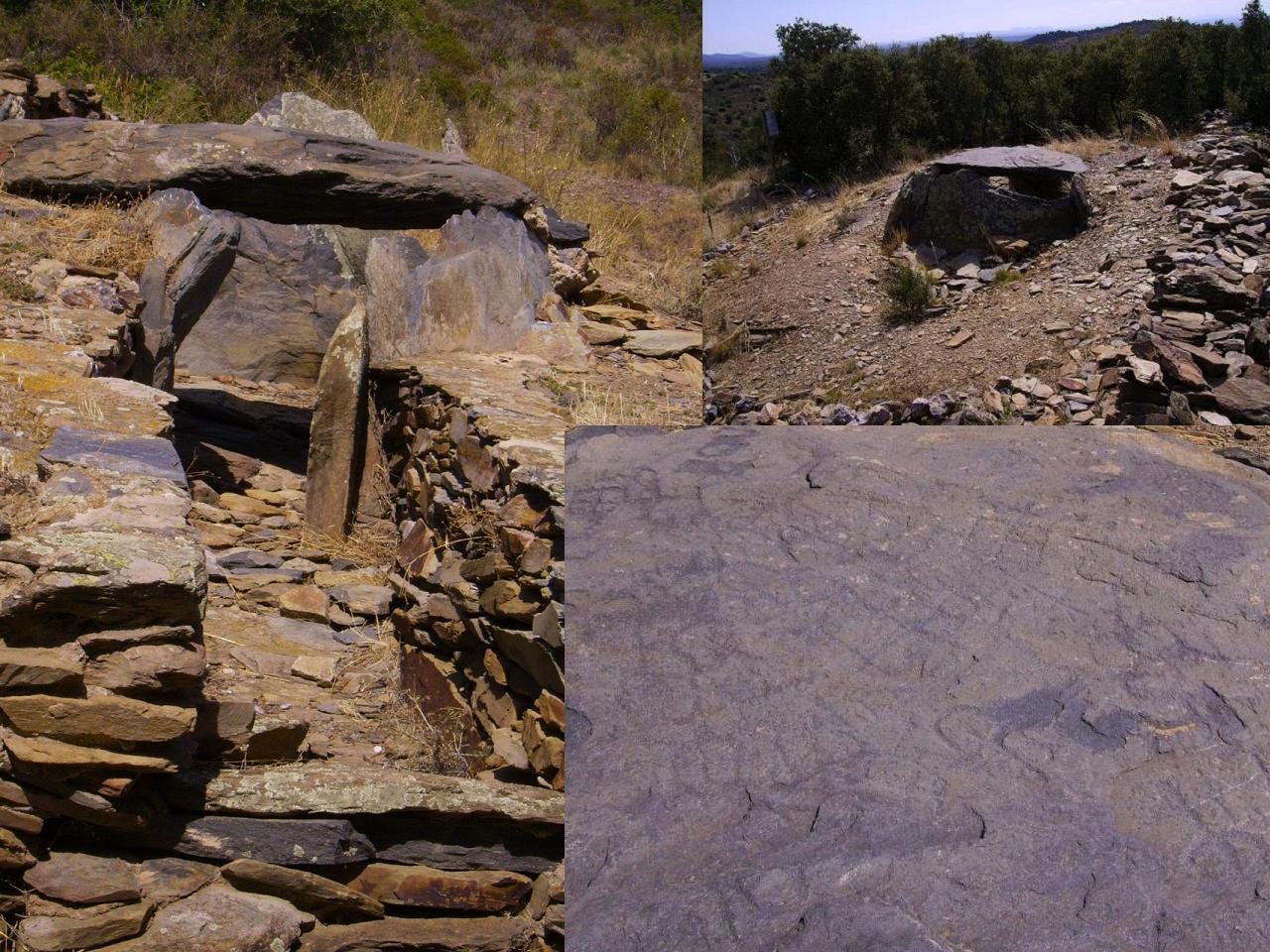
Dolmen del Barranc. Izquierda, vista sur; derecha vista norte y losa de cubierta con grabados

El Dolmen del Barranc es una construcción megalítica prehistórica situada en el municipio español de Espolla (Gerona). Forma parte del conjunto de los dólmenes de Espolla. Está situado en el paraje del Barranc, cercano a la línea divisoria con el término municipal de Rabós y en un lugar de paso muy antiguo, como indican los restos de un camino de trazado medieval que actualmente ha quedado en desuso, así como también este eje de comunicación en la sierra de la Albera. Fue construido entre el 3.200 y 2.700 a. C.
Se trata de un sepulcro megalítico de inhumación múltiple. Sus losas son de pizarra y presenta una cámara trapezoidal y corredor de pared seca con vestíbulo semicircular en la entrada. La losa de cubierta se encuentra partida por la mitad y en ella es posible observar numerosos grabados rupestres, algunos de los cuales representan figuras humanas y otras formas geométricas y cruces antropomórficas. Fue restaurado en el año 1984 y consolidado en 1986 por Rafael Insa bajo la dirección de J. Tarrús y J. Chinchilla.